# Phong trào Thiếu nhi Thánh thể
Thiếu nhi Thánh Thể là một phong trào Công giáo Tiến hành bắt nguồn từ Hội Cầu nguyện tại Pháp do các linh mục Léonard Cros và Ramadière khởi xướng năm 1865 từ Hội tông Đồ Cầu Nguyện. Lấy tinh thần Đạo Binh Thánh Giá, nhưng thay vì dùng vũ khí vật chất là gươm giáo, phong trào dùng vũ khí tinh thần theo bốn khẩu hiệu truyền thống: cầu nguyện, rước lễ, hy sinh và làm việc tông đồ. Thay vì bảo vệ thánh địa vật chất, phong trào bảo vệ tâm hồn của các thiếu nhi khỏi phong trào trần tục hóa đang lan tràn trong các trường học Công giáo Pháp thời bấy giờ. Năm 1910, qua sắc lệnh Quam Singulari, Giáo hoàng Piô X mong muốn và cổ võ các thiếu nhi được rước lễ lần đầu sớm. Phong trào Nghĩa Binh Thánh Thể được chính thức thành lập tại Pháp năm 1917 do một Linh mục Dòng Tên là Bessière, phong trào trực thuộc Hội Tông Đồ Cầu Nguyện

## Lịch sử
Đến đầu thế kỷ 20, nhờ linh mục Bessière S.J., Hội Tông Đồ Cầu Nguyện dành cho giới trẻ chính thức được thành lập tại Pháp năm 1917, với đường lối căn bản: nhắm vào trẻ em, có tính cách quốc tế theo ý Hội Thánh Thể ở Lộ Đức, và nhấn mạnh tính cách truyền giáo.

## Tại Việt Nam

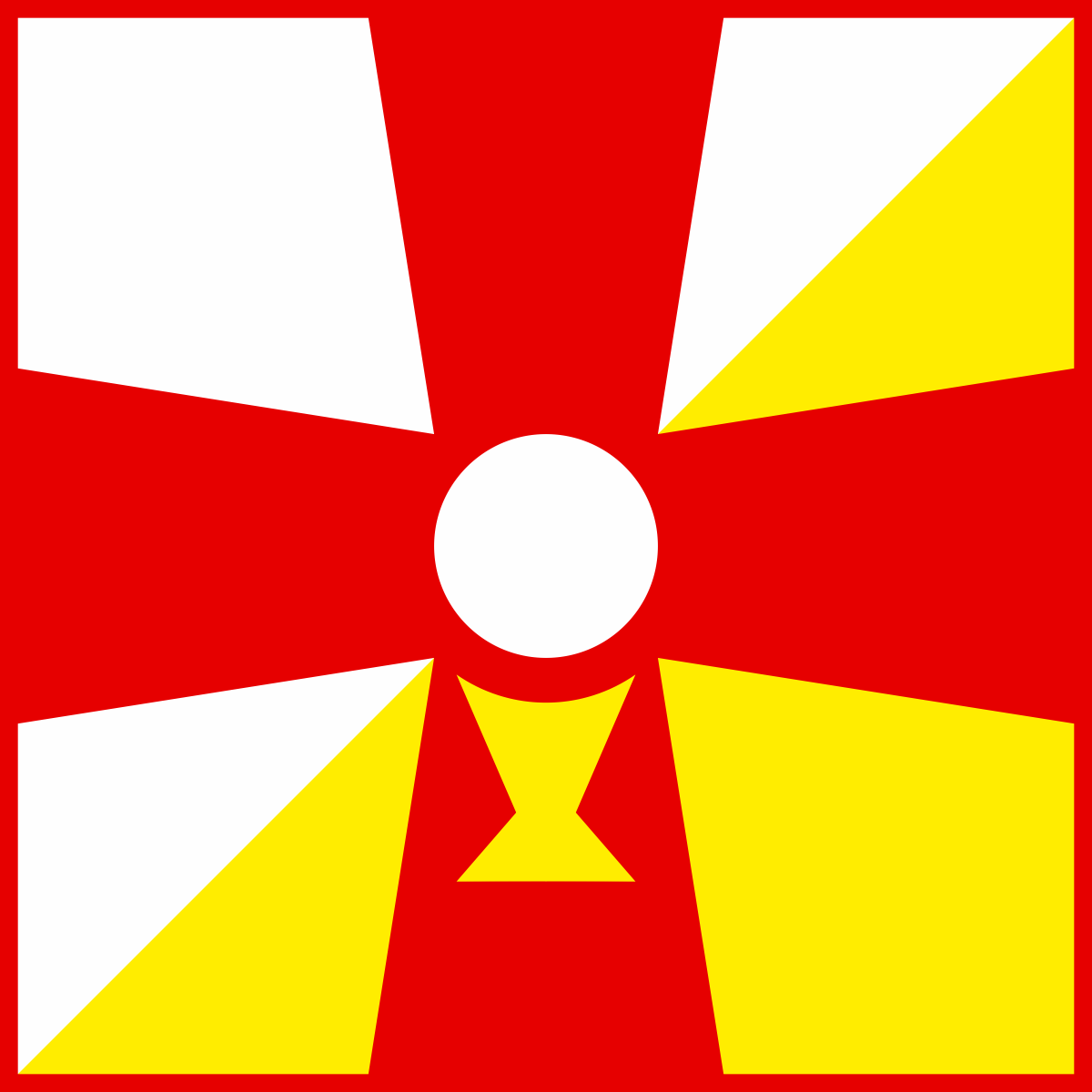
Biểu trưng Phong trào Thiếu nhi Thánh Thể Việt Nam

Ở Việt Nam, phong trào được thành lập đầu tiên tại Hà Nội vào năm 1929 do hai linh mục Léon Paliard và Paul Urureau, Hội Linh mục Xuân Bích, mang tên Nghĩa Binh Thánh Thể. Phong trào được hàng giáo phẩm và giáo dân hưởng ứng nên đã phát triển khắp Việt Nam trong suốt thập niên 1930: Huế (1931), Sài Gòn (1931), Phát Diệm (1932), Thanh Hoá (1932), Vinh (1935), Vĩnh Long (1935), Quy Nhơn (1936), Bùi Chu (1937), Thái Bình (1937), Bắc Ninh (1938)... Tùy theo lứa tuổi từ nhỏ tới lớn, Nghĩa Binh được chia ra làm Tiền Binh, Trung Binh và Hậu Binh.
Cuộc di cư năm 1954 đã làm phát triển rộng lớn hơn nữa Nghĩa Binh Thánh Thể ở miền Nam. Năm 1957, Hội đồng Giám mục Việt Nam đã bổ nhiệm linh mục Micae Nguyễn Khắc Ngữ làm Tổng tuyên uý đầu tiên. Sinh hoạt Nghĩa Binh bắt đầu đòi hỏi đổi mới cho phù hợp với tâm lý giới trẻ. Cùng lúc với tinh thần đổi mới của Công đồng Vatican II, phong trào đã thêm vào sinh hoạt cầu nguyện thuần tuý của Nghĩa Binh Thánh Thể một đường lối mới: giáo dục trẻ và dùng phương thức sinh hoạt trẻ vào trong các hoạt động. Vì thế, bản nội quy thống nhất được ra đời và đổi tên Nghĩa Binh Thánh Thể thành phong trào Thiếu nhi Thánh Thể Việt Nam.
Năm 1971, Hội đồng Giám mục phê chuẩn bản nội quy mới. Năm 1972, Đại hội Toàn quốc Về Đất hứa 1 tổ chức tại Bình Triệu quy tụ khoảng 2.000 huynh trưởng. Vào thời điểm này, các giáo phận phía Nam có tới 140.000 đoàn viên và 3.800 huynh trưởng trong 650 xứ đoàn của 13 giáo phận. Ở miền Bắc, phong trào Thiếu nhi Thánh Thể vẫn tiếp tục hoạt động chủ yếu là sinh hoạt giáo lý và đạo đức.

## Mục đích
Phong trào Thiếu nhi Thánh Thể là một đoàn thể Công giáo tiến hành nhằm mục đích qui tụ các trẻ em quanh Chúa Giêsu Thánh Thể để huấn luyện chúng trở nên những con người hoàn thiện và Ki tô hữu đích thực. Tạo một môi trường tốt và những hoàn cảnh thuận lợi để thanh thiếu niên sống Tin Mừng, làm tông đồ và góp phần xây dựng xã hội theo tinh thần Tin Mừng.
Để thực hiện mục đích này Phong trào Thiếu nhi Thánh Thể dựa trên hai loại phương pháp: Phương pháp siêu nhiên và phương pháp tự nhiên. "Việc huấn luyện để làm tông đồ phải bao hàm việc toàn diện con người cho phù hợp với nhân cách và hoàn cảnh của mỗi người".